# Muksudpur
Muksudpur è un sottodistretto (upazila) del Bangladesh situato nel distretto di Gopalganj, divisione di Dacca. Si estende su una superficie di 309,63 km² e conta una popolazione di 269.489 abitanti (dato censimento 1991).